# Kirrawee
Kirrawee är en del av en befolkad plats i Australien. Den ligger i kommunen Sutherland Shire och delstaten New South Wales, i den sydöstra delen av landet, omkring 24 kilometer sydväst om delstatshuvudstaden Sydney.
Trakten är tätbefolkad. Närmaste större samhälle är Bankstown, omkring 14 kilometer norr om Kirrawee. 
Runt Kirrawee är det i huvudsak tätbebyggt. Genomsnittlig årsnederbörd är 1 507 millimeter. Den regnigaste månaden är juni, med i genomsnitt 232 mm nederbörd, och den torraste är juli, med 39 mm nederbörd.